# Théâtre en Ukraine
Le Théâtre en Ukraine (Ukrainien : Театральне мистецтво України, romanisé en Teatralne mystetsvo Ukrayiny, littéralement Arts théâtraux d'Ukraine) est à la fois l’un art et un moyen d'expression culturelle. En tant que forme d’art, il est une expression artistique de la vie avec l’aide de la performance d’un acteur sur scène devant des spectateurs. En tant que type de théâtre national basé sur la culture autochtone des coutumes, des traditions et de la langue ukrainienne, les premières traces du théâtre ukrainien peuvent être identifiées au début du XIXe siècle.

## Histoire

### Origines

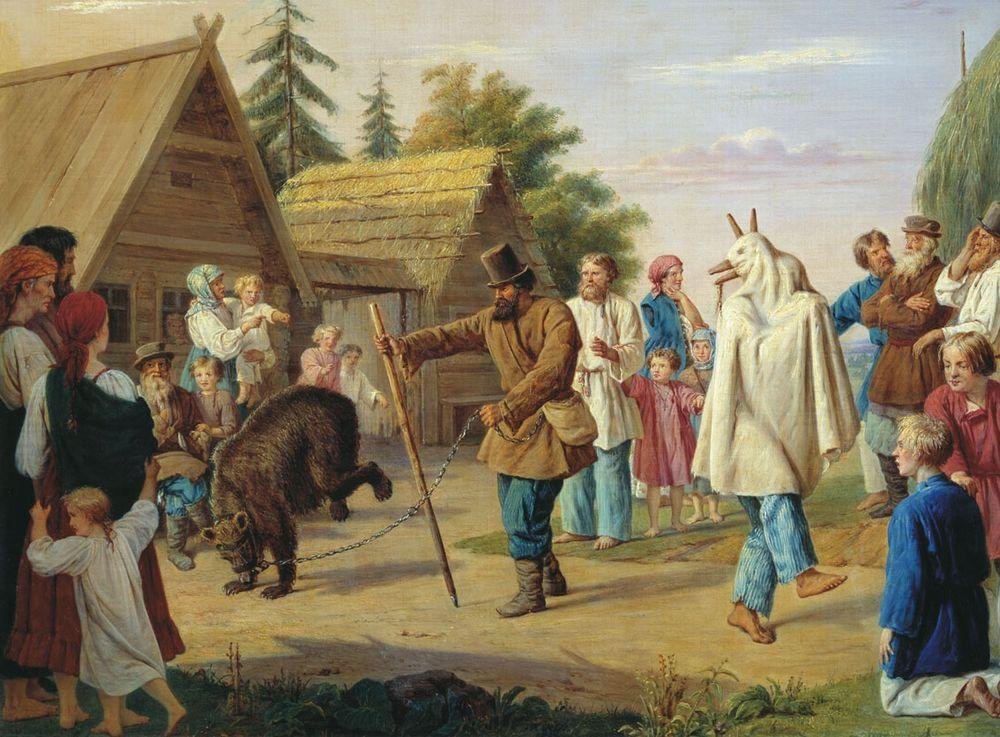
Skomorokhi dans un village

Les premières pièces de théâtre ont pu être retracées au XIe siècle quand sur le territoire de l’Ukraine ont joué des artistes qui sont connus dans l’histoire sous le nom de skomorokhi. Il y avait aussi des de drames religieux basés sur les traditions de l’église locale.

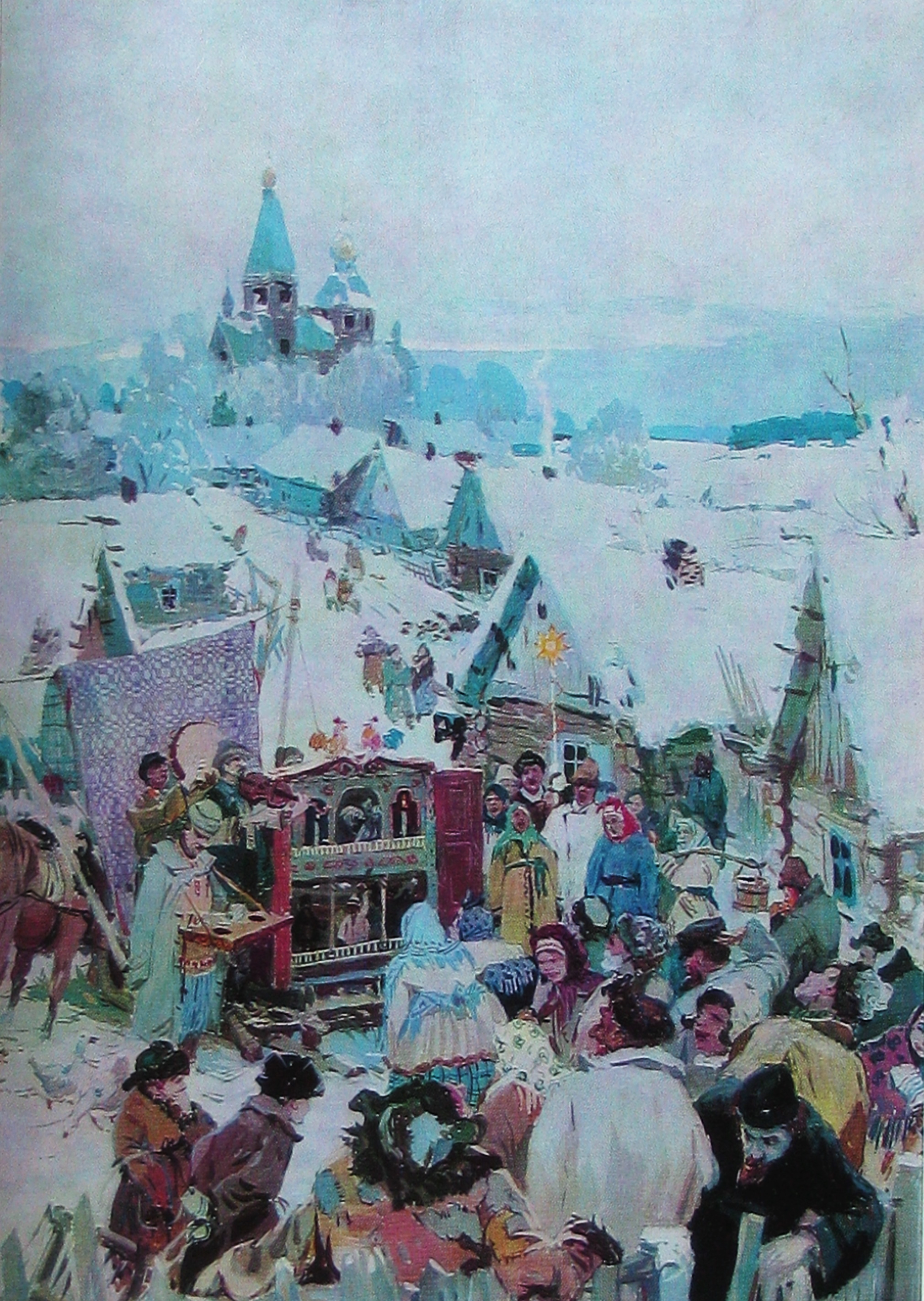
Un spectacle de vertep. Tableau du peintre François Nicholas Riss (1804-1886)

Aux XVIe et XVIIe siècles, des drames religieux ont été joués dans les écoles et les universités de Kiev, Lviv, Ostroh.
Aux XVIIe et XVIIIe siècles, le vertep, un type de théâtre de marionnettes est devenu très populaire, notamment lors des festivités de Noël.
Le premier théâtre fixe en Ukraine a été ouvert (à Kharkiv 1789) en 1795 à Lviv qui à cette époque faisait partie de l’Empire autrichien. Le théâtre était situé dans l’ancien complexe de l’église jésuite, le Kosciol de Saint-Christ et le monastère franciscain (1460-1848). Les théâtres fixes dans le reste de l’Ukraine n’ouvrirent que plus tard, alors que des troupes théâtrales existaient déjà et jouaient "sur la route". Cependant, au début du 19ème, on commença à voir des théâtres à Kiev (1806), à Odessa (1809), à Poltava (1808).

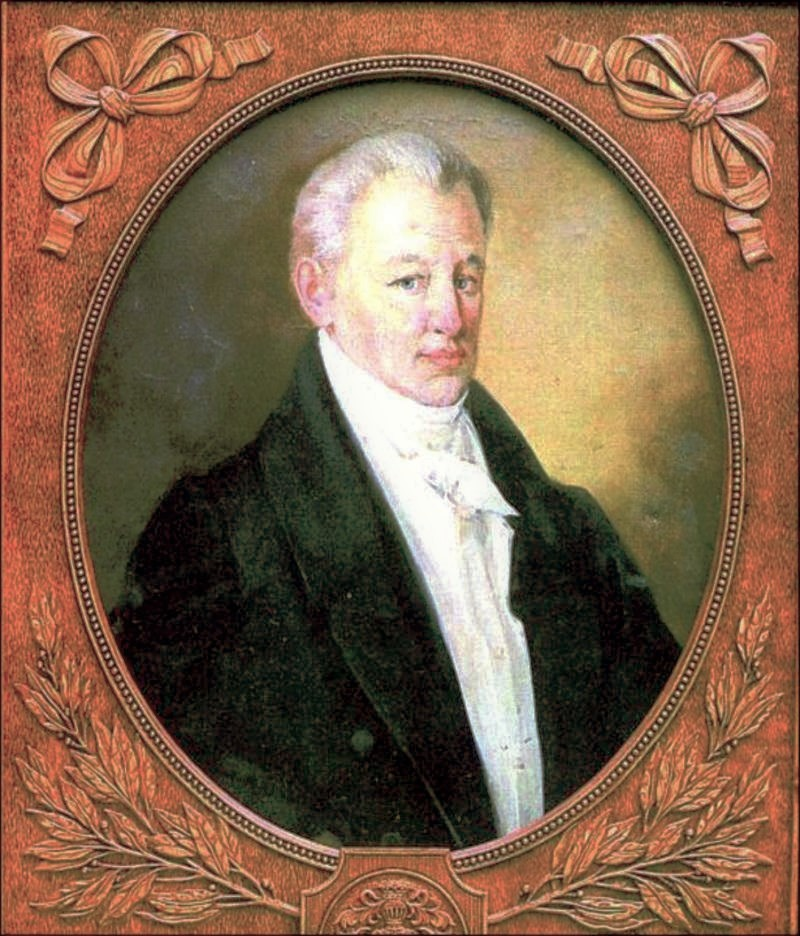
Ivan Kotliarevsky

Le fondateur du drame ukrainien classique est Ivan Kotlyarevsky qui a dirigé le théâtre Poltava, tandis que Hryhoriy Kvitka-Osnovyanenko est devenu le fondateur de la prose artistique dans la littérature ukrainienne moderne. Burlesque et expressivité liées avec charme et humour qui caractérisent les œuvres de ces deux hommes, ont fixé une définition du théâtre académique en Ukraine pour longtemps.

### Période moderne
Dans la deuxième moitié du XIXe siècle le théâtre amateur est devenu populaire en Ukraine. C'est dans ces cercles amateurs qu'ont commencé leur carrière les coryphées du théâtre ukrainien Mykhaïlo Starytsky, Marko Kropyvnytsky et Ivan Karpenko-Kary.

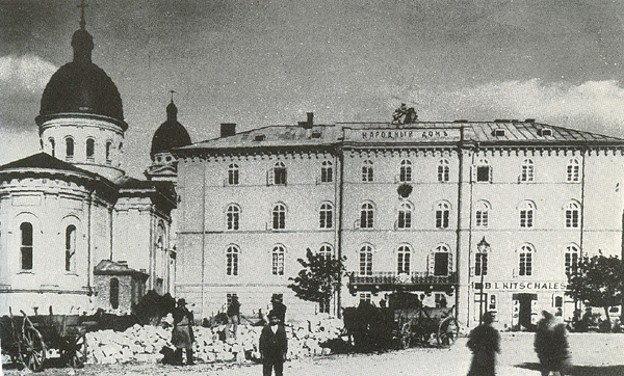
Le Théâtre du discours ukrainien

Le mérite du développement rapide du théâtre appartient à la célèbre famille de Tobilevychi, dont les membres ont souvent joué sous des noms de scène, tel Ivan Karpenko-Kary, Mykola Sadovsky et Panas Saksahansky. Leur domaine privé Khoutir Nadia près de Kropyvnytskyï a été transformé en un site commémoratif historique national. Chacun d’eux a non seulement créé sa propre troupe, mais ils étaient aussi des acteurs et des metteurs en scène renommés. La principale vedette féminine du théâtre ukrainien de l’époque était Maria Zankovetska. Le premier théâtre professionnel ukrainien (1864 - 1924) fut le Théâtre du discours ukrainien à Lviv. 

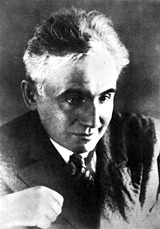
Les Kourbas

Peu après le début en 1918 de la brève indépendance de l’Ukraine est créé à Kiev le théâtre d’Etat et le "Jeune Théâtre" (plus tard le théâtre Berezil) de Les Kourbas (1887-1937) et Hnat Youra (1888-1966). Sur la scène, apparait une cohorte d’acteurs talentueux : Amvrosy Buchma, Maryan Krushelnytsky, Olimpia Dobrovolska (en), Oleksandr Serdyuk (en), Natalya Uzhviy, Yuriy Shumsky , etc.. Tandis que le Theâtre d'État perpétue les traditions de l’école du réalisme psychologique, le Jeune Théâtre fait la promotion de l’avant-gardisme. Avec la création du théâtre Berezil sa scène est devenue une sorte de terrain expérimental. Ce n’est pas un hasard si les maquettes de l’Association Théâtrale "Berezil" ont reçu une médaille d’or à l’exposition internationale des arts décoratifs et industriels modernes de 1925 à Paris.
Sont présentées pour la première fois au théâtre les pièces de célèbres écrivains et dramaturges ukrainiens Mykola Koulich et Volodymyr Vynnytchenko. Grâce à Les Kourbas qui a combiné plusieurs talents de metteur en scène, d’acteur, de dramaturge et d’interprète de la littérature du monde, les œuvres de des dramaturges européens William Shakespeare, Henrik Ibsen, Gerhart Hauptmann, Friedrich von Schiller et Molière jusqu’alors inconnues pour les spectateurs ukrainiens ont pu être présentées sur la scène ukrainienne .
La bibliothèque théâtrale, le musée et le premier magazine quittent l’association artistique "Berezil". Les artistes contemporains se tournent à ce jour vers les recherches expérimentales de Les Kourbas qui ont été réprimés pendant la période stalinienne lors de laquelle Kourbas lui même fut fusillé en 1937 .

## Autres scènes: marionnettes, mime, pantomime, prestidigitation
Pour le domaine de la marionnette, la référence est :  Arts de la marionnette en Ukraine, sur le site de l'Union internationale de la marionnette UNIMA).
- Vertep (marionnettes) en domaine slave
- Théâtre de marionnettes académique de Kiev (1927)
- Ivan Firtsak (en) (1899-1970) est une figure connue des artitstes de cirque d'origien ukrainienne.
- La Maslenitsa est une forme de carnaval pour les Slaves orientaux, reprenant divers thèmes de leur mythologie.

## Personnalités de théâtre
- Actrices ukrainiennes de théâtre
- Acteurs ukrainiens de théâtre
- Dramaturges ukrainiens